# Richard de Sade
Pour les autres membres de la famille, voir Maison de Sade.
Richard de Sade (né vers 1600 à Mazan; † 27 juin 1663 à Rome), ecclésiastique, fut évêque de Cavaillon de 1660 à 1663

## Biographie
Ricard de Sade est un noble provençal issu de la maison de Sade. Il est le 2e fils de du comte Balthazar de Sade et de Diane de Baroncelli-Javon. Docteur en théologie de l'Université d'Avignon. En 1634 il reçoit le canonicat de l'église San Lorenzo in Damaso. Il devient camérier du pape Alexandre VII et vice-gouverneur de Tivoli et de Ravenne. En France il est grand vicaire puis le 16 février 1660 évêque de Cavaillon. Il est consacré à Rome par le cardinal Francesco Barberini. En 1663, alors qu'il est l'émissaire du comtat Venaissin à Rome auprès du Saint-Siège, il meurt le 27 juin et est inhumé dans l'église San Lorenzo in Damaso.